# Access Motorsports
Access Motorsports foi uma equipe norte-americana de automobilismo fundada pelo piloto Greg Ray para disputar a IndyCar Series em 2003. Ray, campeão da categoria em 1999, exerceria dupla função de piloto e chefe de equipe.
Sua estreia foi no GP de Motegi de 2003, a primeira prova da categoria realizada fora dos Estados Unidos, terminando em 9º lugar. A equipe teve como melhor resultado uma quadra de 8ºs lugares, obtidos na Indy 500, Richmond, Gateway e na corrida 2 do Texas, marcada pelo violento acidente do sueco Kenny Bräck.
Para 2004, Ray continuaria acumulando funções, obtendo o melhor resultado da Access no GP de Richmond, cruzando a linha de chegada em sétimo lugar. Chegou a ficar sem patrocínio antes das 500 Milhas, conseguindo um acordo com a Rent-A-Center válido por uma prova, voltando a correr sem patrocinadores nas etapas do Texas e de Richmond.
Ray, que desistiu de correr a prova do Kansas, passaria apenas a trabalhar como chefe de equipe. Para seu lugar, foi contratado Mark Taylor, dispensado pela Panther. O piloto inglês repetiu a posição de chegada em Nashville e na segunda corrida do Texas, última prova disputada pela Access.
Greg Ray planejava inscrever-se com a equipe para as 500 Milhas de Indianápolis de 2005, mas acabou desistindo.

## Pilotos
- Greg Ray (2003-2004)
- Mark Taylor (2004)